# 13 Bootis
13 Bootis, som är stjärnans Flamsteed-beteckning, eller variabelbeteckningen CF Bootis, är en ensam stjärna i den nordvästra delen av stjärnbilden Björnvaktaren. Den har en genomsnittlig skenbar magnitud på ca 5,26 och är svagt synlig för blotta ögat där ljusföroreningar ej förekommer. Baserat på parallaxmätning inom Hipparcosuppdraget på ca 5,9 mas, beräknas den befinna sig på ett avstånd på ca 550 ljusår (ca 168 parsek) från solen. Stjärnan rör sig närmare solen med en heliocentrisk radiell hastighet av ca -14 km/s.

## Egenskaper
13 Bootis är en röd till orange jättestjärna av spektralklass M1.5 III,. Den har en massa som är ≥0,8 gånger solens massa, en radie som är ca 34 gånger större än solens och en effektiv temperatur på ca 3 700 K.
13 Bootis är en långsam irreguljär variabel (LB) och varierar mellan visuell magnitud +5,29 och 5,38 utan någon fastställd periodicitet.
År 1991 rapporterade Duquennoy & Mayor om en eventuell förekomst av ett objekt med låg massa (av trolig substellär natur) som kretsar kring 13 Bootis. De fastställde en minsta massa på 30 Jupitermassor (troligen en brun dvärg) och uppskattade en omloppsperiod på 1,35 år. Hittills har det dock inte funnits någon bekräftelse på förekomsten av ett substellärt objekt.